# Zeche Kirschbaum (Bochum)
Die Zeche Kirschbaum im Bochumer Stadtteil Weitmar, Ortsteil Munscheid ist ein ehemaliges Steinkohlenbergwerk. Das Bergwerk war auch unter den Namen Zeche Kierßbaum und Zeche Kirschebaum bekannt. Das Bergwerk befand sich im Bereich der heutigen Straßen Am Röderschacht und Am Kirschbaum.

## Geschichte

### Die Anfänge
Bereits vor dem Jahr 1744 wurde im Lindener Holz Abbau betrieben. Im Jahr 1744 wurden die Gewerken des Bergwerks vom Bergamt Schwerte aufgefordert, eine Belehnungsurkunde vorzulegen, um zu beweisen, dass ihre Bergbauaktivitäten genehmigt waren. Im Jahr 1745 wurde eine Mutung eingelegt. Im 26. November des Jahres 1748 wurde eine Mutung von Johann Heinrich Köllermann und Mitgewerken eingelegt. Es wurde die Verleihung eines Flözes unter dem Namen Kirschbaum beantragt. Noch vor dem Jahr 1754 wurde mit der Auffahrung des Kirschbaumer Stollens begonnen. Am 3. Juli des Jahres 1754 wurde eine Genehmigung zum Anlegen eines tiefen Stollens verliehen. Bedingung für die Verleihung war, dass der tiefere Stollen 14,6 Meter unterhalb des alten Stollens aufgefahren würde, nachdem der alte Stollen zu Bruch gegangen war. Am 18. Juli desselben Jahres wurde das Grubenfeld vermessen und die Verleihung bestätigt. Im Nachhinein wurde Abbau betrieben. In den Jahren 1755 waren vier Bergleute auf der Zeche beschäftigt. In den Jahren 1755 bis 1768 war das Bergwerk in Betrieb.

### Die weiteren Jahre
Im Jahr 1768 wurde die Verleihung erweitert. Verliehen wurde die Feldeserweiterung an die Gewerken Johann Heinrich Köllermann, Henricus Voßnacke, Johann Dietrich Varsholt und Heinrich Jürgen Scheidtmann. Im Jahr 1775 wurde das Bergwerk in den Unterlagen genannt, ob es in Betrieb war, ist nicht ersichtlich. Bis zum Jahr 1787 waren mit dem tieferen Stollen bereits vier Flöze aufgeschlossen worden. Die Bewetterung der Grubenbaue erfolgte zu dieser Zeit bei ungenügendem natürlichen Wetterzug mittels Feuerkübeln. Im Jahr 1784 wurde das Bergwerk mit Haupt- und Nebenschacht betrieben. Im Juni desselben Jahres das Bergwerk durch den Leiter des märkischen Bergamtsbezirkes, den Freiherrn vom Stein, befahren. Vom Stein machte in seinem Protokoll Angaben über Zustand und die Leistung des Bergwerks. Er ging in seinem Protokoll insbesondere auf die Form der Bewetterung des Bergwerks ein. Er gab Anweisung, die ungenügende Bewetterung in den tieferen Grubenbauen durch den Einbau von Wettertüren zu verbessern. Am 18. Juli des Jahres 1791 konsolidierte die Zeche Kirschbaum mit der Zeche Neue Marck zur Zeche Vereinigte Kirschbaum & Neumark.

## Was geblieben ist
Heute erinnert die Straße Am Kirschbaum in Linden noch an die ehemalige Zeche Kirschbaum.